# Les Quatre Malfrats
Pour plus de détails, voir Fiche technique et Distribution.
Les Quatre Malfrats (The Hot Rock) est un film américain réalisé par Peter Yates, sorti en 1972.

## Synopsis
Des gangsters amateurs réussissent un coup fantastique par la voie des airs, parmi les gratte-ciels. Le but est de s'emparer d'un énorme diamant exposé au museum de Brooklyn, pour le compte d'un ambassadeur africain revendiquant le bijou.

## Fiche technique
- Titre : Les Quatre Malfrats
- Titre original : The Hot Rock
- Réalisation : Peter Yates
- Scénario : William Goldman, d'après le roman éponyme de Donald E. Westlake
- Musique : Quincy Jones
- Photographie : Edward R. Brown
- Montage : Frank P. Keller & Fred W. Berger
- Production : Hal Landers & Bobby Roberts
- Société de production : Landers-Roberts Productions
- Société de distribution : 20th Century Fox
- Pays de production :  États-Unis
- Langue : Anglais
- Format : Couleur - Mono - 35 mm- 2.35:1
- Genre : Film de gangsters
- Durée : 105 min
- Date de sortie : 
  - États-Unis : 26 janvier 1972
  - France : 14 avril 1972

## Distribution
- Robert Redford (VF : Marc de Georgi) : John Dortmunder
- George Segal (VF : Dominique Paturel) : Andrew Kelp
- Ron Leibman (VF : Serge Lhorca) : Stanley Murch
- Paul Sand (VF : Pierre Trabaud) : Allan Greenberg
- Zero Mostel (VF : Roger Carel) : Abe Greenberg
- Moses Gunn (VF : Gabriel Cattand) : Dr Amusa
- Topo Swope : Sis
- William Redfield (VF : Philippe Dumat) : Le lieutenant Hoover
- Charlotte Rae (VF : Marie Francey) : Ma Murch
- Graham Jarvis (VF : Michel Gudin) : Warden
- Harry Bellaver (VF : Pierre Leproux) : Rollo
- Robert Weil (VF : Henri Labussière) : Albert
- Lee Wallace (VF : Roland Ménard) : Dr Strauss
- Lynne Gordon (VF : Paule Emanuele) : Miasmo

## Distinctions

### Nominations
- Oscars
  - Meilleur montage pour Frank P. Keller & Fred W. Berger
- Edgar Allan Poe Awards
  - Meilleur film pour William Goldman

## Autour du film
Durant la scène où les quatre malfrats sont en hélicoptère, on peut apercevoir les tours jumelles du World Trade Center en fin de construction.